# العلاقات التشيكية السلوفينية
العلاقات التشيكية السلوفينية هي العلاقات الثنائية التي تجمع بين التشيك وسلوفينيا.

## مقارنة بين البلدين
هذه مقارنة عامة ومرجعية للدولتين:
| وجه المقارنة                                              | التشيك                                                                            | سلوفينيا                                                      |
| --------------------------------------------------------- | --------------------------------------------------------------------------------- | ------------------------------------------------------------- |
| المساحة (كم2)                                             | 78.87 ألف                                                                         | 20.27 ألف                                                     |
| عدد السكان (نسمة)                                         | 10.52 مليون                                                                       | 2.07 مليون                                                    |
| الكثافة السكانية (ن./كم²)                                 | 133.38                                                                            | 102.12                                                        |
| العاصمة                                                   | براغ                                                                              | ليوبليانا                                                     |
| اللغة الرسمية                                             | اللغة التشيكية                                                                    | اللغة السلوفينية، اللغة الإيطالية، لغة مجرية                  |
| العملة                                                    | كرونة تشيكية، كرونة تشيكوسلوفاكية                                                 | يورو، تولار سلوفيني                                           |
| الناتج المحلي الإجمالي (بليون دولار)                      | 215.73 مليار                                                                      | 48.77 مليار                                                   |
| الناتج المحلي الإجمالي (تعادل القوة الشرائية) بليون دولار | 356.15 مليار                                                                      | 66.01 مليار                                                   |
| الناتج المحلي الإجمالي الاسمي للفرد دولار أمريكي          | 17.55 ألف                                                                         | 20.73 ألف                                                     |
| الناتج المحلي الإجمالي للفرد دولار أمريكي                 | 31.19 ألف                                                                         | 30.40 ألف                                                     |
| مؤشر التنمية البشرية                                      | 0.878                                                                             | 0.880                                                         |
| رمز المكالمات الدولي                                      | +420                                                                              | +386                                                          |
| رمز الإنترنت                                              | .cz                                                                               | .si                                                           |
| المنطقة الزمنية                                           | ت ع م+01:00، ت ع م+02:00، توقيت وسط أوروبا، توقيت وسط أوروبا الصيفي، أوروبا/براغ ‏ | توقيت وسط أوروبا، ت ع م+01:00، ت ع م+02:00، أوروبا/ليوبليانا ‏ |

## مدن متوأمة
في ما يلي قائمة باتفاقيات التوأمة بين مدن تشيكية وسلوفينية:
- ترتبط باردوبيتسه مع سيجانا باتفاقية توأمة منذ 2004.[14][14][15][16]
- ترتبط تشيسكي كروملوف مع سلوفينج غرادتس باتفاقية توأمة.
- ترتبط تابور مع شكوفجا لوكا باتفاقية توأمة.
- ترتبط سوشيتسا مع شكوفجا لوكا باتفاقية توأمة.
- ترتبط Dobřany [الإنجليزية]‏ مع برجيتسي باتفاقية توأمة.

## منظمات دولية مشتركة
يشترك البلدان في عضوية مجموعة من المنظمات الدولية، منها:
| علم المنظمة | اسم المنظمة                               | تاريخ انضمام التشيك | تاريخ انضمام سلوفينيا |
| ----------- | ----------------------------------------- | ------------------- | --------------------- |
|             | المنظمة الأوروبية لسلامة الملاحة الجوية   | 1996                | 1995                  |
|             | منظمة الشرطة الجنائية الدولية             | ?                   | ?                     |
|             | الاتحاد البريدي العالمي                   | ?                   | ?                     |
|             | مركز تنسيق الحركة في أوروبا ‏              | ?                   | ?                     |
|             | حلف شمال الأطلسي                          | 12 مارس 1999        | 29 مارس 2004          |
|             | منظمة التجارة العالمية                    | ?                   | ?                     |
|             | منظمة التعاون الاقتصادي والتنمية          | ?                   | ?                     |
|             | الفريق المعني برصد الأرض                  | ?                   | ?                     |
|             | مجموعة الموردين النوويين                  | ?                   | ?                     |
|             | مؤسسة التنمية الدولية                     | 1993                | 25 فبراير 1993        |
|             | اتفاقية السماوات المفتوحة                 | ?                   | ?                     |
|             | منظمة الأمن والتعاون في أوروبا            | 1993                | 24 مارس 1992          |
|             | مؤسسة التمويل الدولية                     | 1993                | 25 فبراير 1993        |
|             | مجلس أوروبا                               | ?                   | ?                     |
|             | منظمة حظر الأسلحة الكيميائية              | ?                   | ?                     |
|             | الأمم المتحدة                             | 19 يناير 1993       | 22 مايو 1992          |
|             | الاتحاد الدولي للاتصالات                  | 1993                | 16 يونيو 1992         |
|             | الاتحاد الأوروبي                          | 1 مايو 2004         | 1 مايو 2004           |
|             | البنك الدولي للإنشاء والتعمير             | 1993                | 25 فبراير 1993        |
|             | مجموعة أستراليا                           | 1994                | 2004                  |
|             | المركز الدولي لتسوية المنازعات الاستشارية | 22 أبريل 1993       | 6 أبريل 1994          |
|             | وكالة ضمان الاستثمار متعدد الأطراف        | 1993                | 19 مارس 1993          |
|             | يونسكو                                    | 22 فبراير 1993      | 27 مايو 1992          |

## أعلام
هذه قائمة لبعض الشخصيات التي تربطها علاقات بالبلدين:
- يوهان شتاميتز (19 يونيو 1717[24] – 27 مارس 1757[24])

## وصلات خارجية
- موقع وزارة الخارجية التشيكية
- موقع وزارة الخارجية السلوفينية